# Tenontosaurus tilletti
Tenontosaurus tilletti es una especie y tipo del género extinto Tenontosaurus ("lagarto de tendón") de dinosaurio ornitópodo iguanodontiano, que vivió a mediados del período Cretácico, entre aproximadamente 115 a 108 millones de años desde el Aptiense al Albiense, en lo que es hoy Norteamérica. En 2010, Gregory S. Paul le dio a T. tillettorum una longitud más corta de 6 metros con un peso de 600 kilogramos. Ostrom se convirtió en el primero en describir y nombrar al animal, llamándolo Tenontosaurus, una ligera variación en la ortografía del nombre informal de Brown. El nombre del género se deriva del griego clásico τένων, ténon , "tendón", una referencia a los tendones osificados que endurecen la columna vertebral en la pelvis y la base de la cola. Brown ya había planeado nombrar al animal "Tenantosaurus kaiseni" en honor a su colaborador Peter Kaisen. La otra ortografía probablemente se basó en un error tipográfico. El nombre específico honra a la familia de Lloyd Tillett que siempre había ofrecido una gran hospitalidad a las expediciones de Ostrom. El holotipo , AMNH 3040, se ha encontrado en el depósito Himes de la Formación Cloverly que data del Albiense, hace unos 110 millones de años, consiste en un esqueleto parcial sin cráneo. Los paratipos son YPM 5456, un cráneo y YPM-PU 16338, un segundo esqueleto parcial.